# Dehtín
Dehtín je malá vesnice, část města Klatovy ve stejnojmenném okrese v Plzeňském kraji. Nachází se asi šest kilometrů severně od Klatov. Prochází zde silnice I/27. Dehtín je také název katastrálního území o rozloze 3,48 km².

## Historie
První písemná zmínka o vesnici pochází z roku 1379.

## Obyvatelstvo
| Rok            | 1869 | 1880 | 1890 | 1900 | 1910 | 1921 | 1930 | 1950 | 1961 | 1970 | 1980 | 1991 | 2001 | 2011 | 2021 |
| -------------- | ---- | ---- | ---- | ---- | ---- | ---- | ---- | ---- | ---- | ---- | ---- | ---- | ---- | ---- | ---- |
| Počet obyvatel | 180  | 178  | 119  | 135  | 142  | 156  | 127  | 108  | 91   | 76   | 74   | 62   | 54   | 41   | 53   |
| Počet domů     | 20   | 21   | 20   | 21   | 22   | 22   | 25   | 29   | 27   | 27   | 24   | 27   | 28   | 29   | 31   |

## Obecní správa
Při sčítání lidu v letech 1850–1975 Dehtín byl samostatnou obcí v okrese Klatovy. Od 1. července 1975 do 29. dubna 1976 byl částí obce Točník v okrese Klatovy. Od 30. dubna 1976 je částí města Klatovy ve stejnojmenném okrese.

## Další fotografie

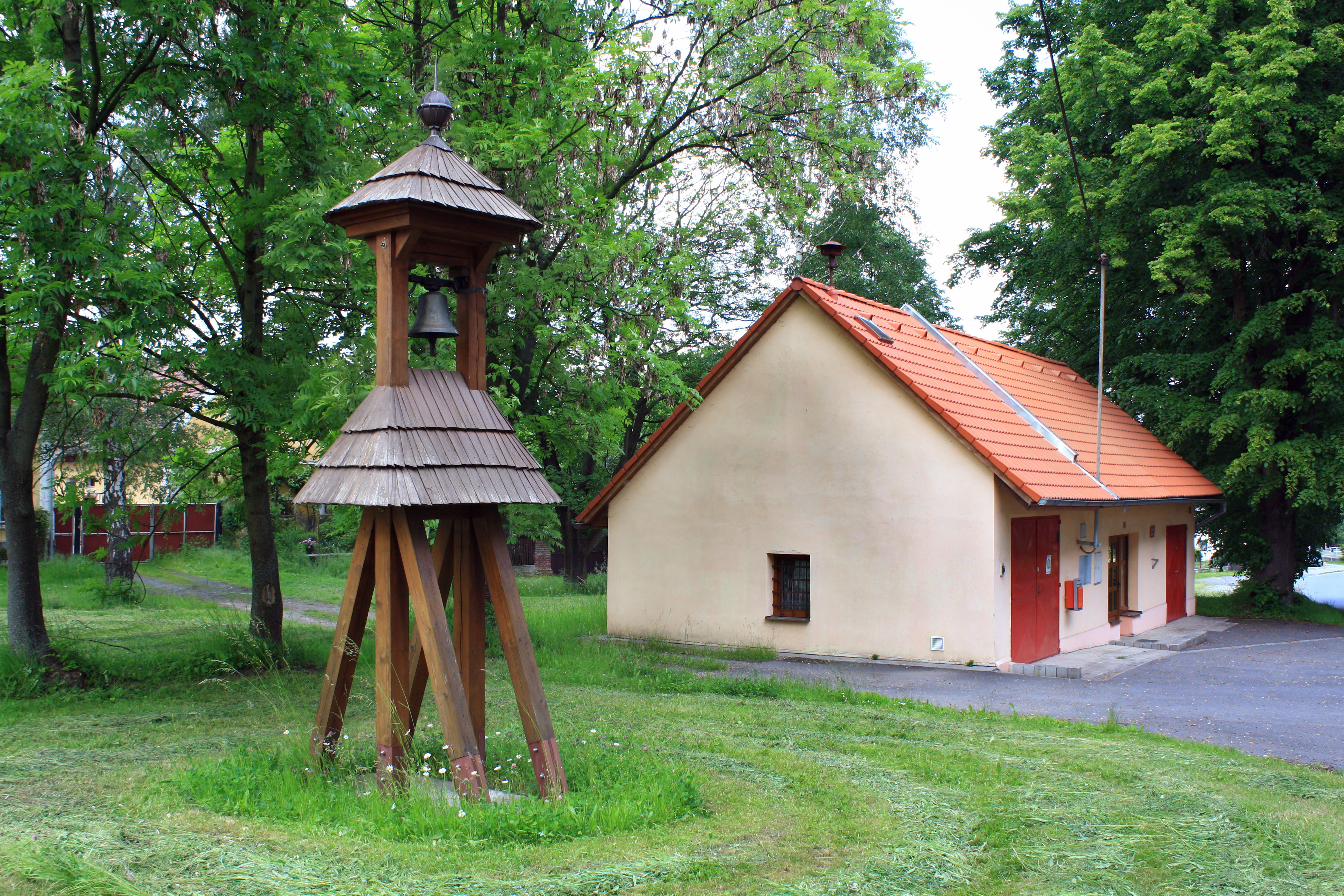
Zvonice a hasičská zbrojnice na návsi
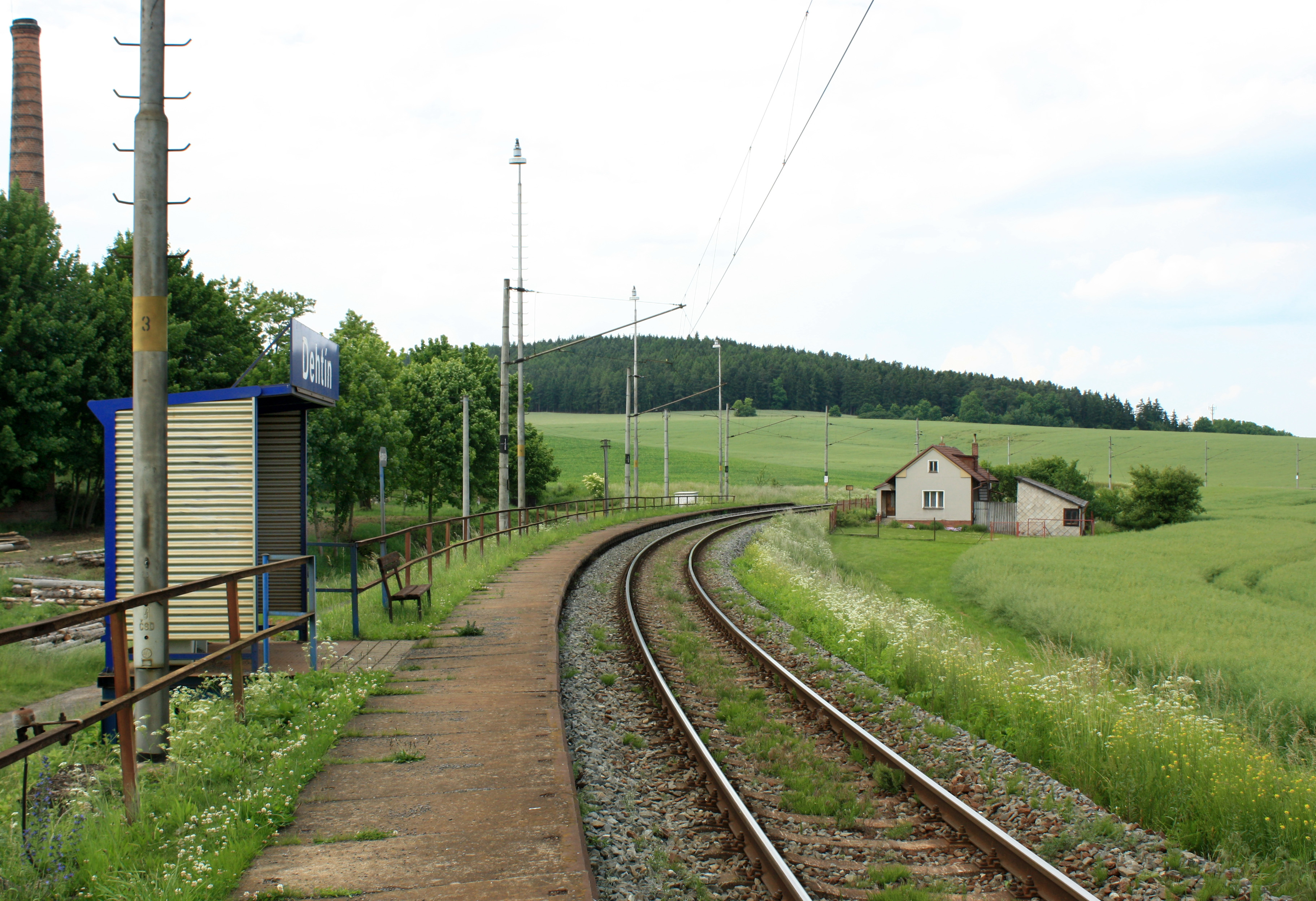
Vlaková zastávka
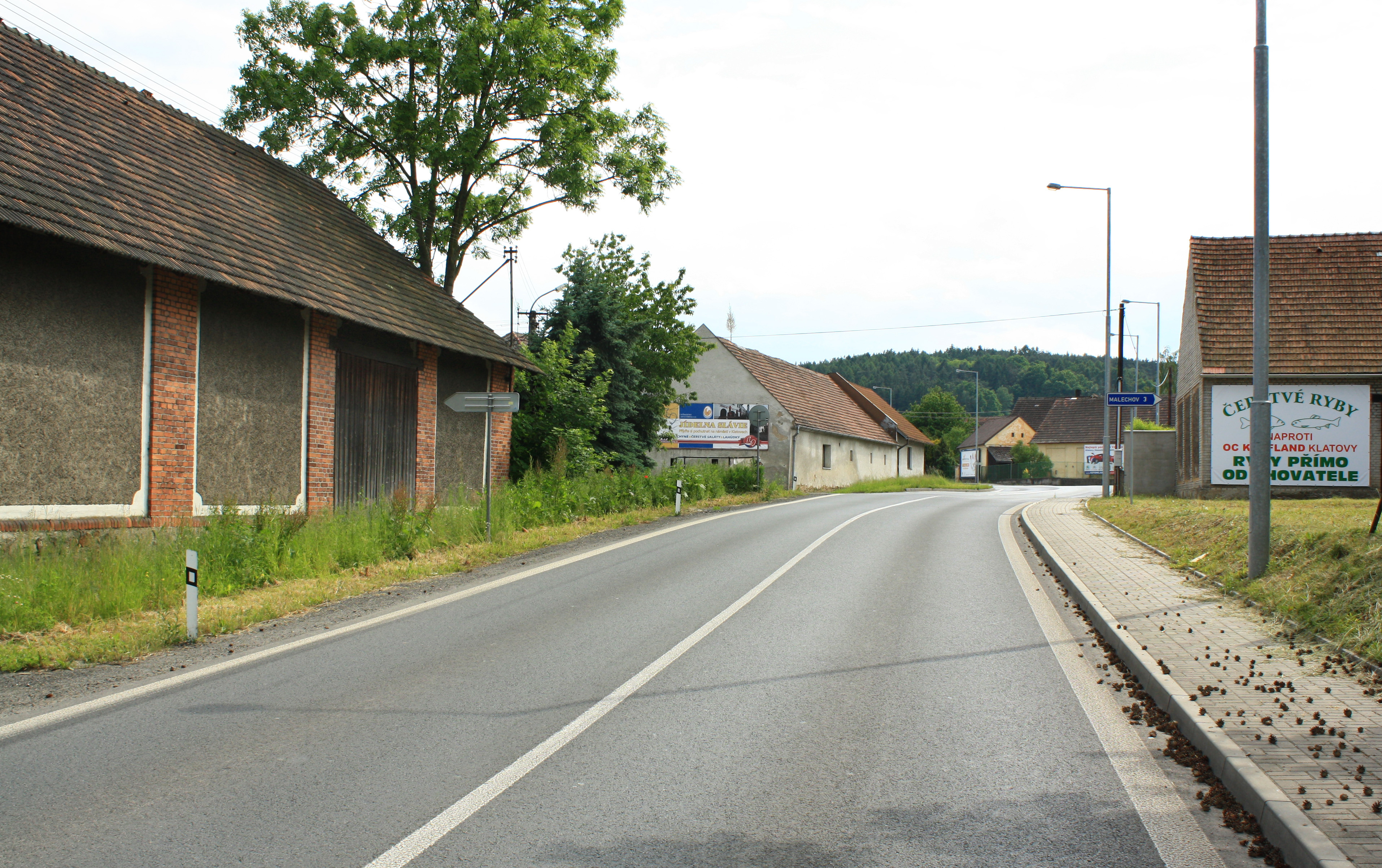
Silnice I/27 ve vsi